# Celebrity Solstice (schip, 2008)
De Celebrity Solstice is een cruiseschip van Celebrity Cruises en is het eerste schip van een reeks van vier identieke schepen uit de Solstice klasse: Celebrity Equinox, Celebrity Eclipse en Celebrity Silhouette. Het vertrok van de werf op 28 september 2008 en arriveerde in Fort Lauderdale op 3 november 2008. Op 14 november 2008 werd ze daar gedoopt door Sharon L. Smith. Formeel begon de commerciële exploitatie op 23 november 2008.
Op dat moment was de Celebrity Solstice het grootste cruiseschip dat ooit in Duitsland werd gebouwd. Dit record werd overgenomen door de Disney Dream, die in 2010 werd te water werd gelaten. De Solstice is 315 meter lang en 37 meter breed. Het heeft een tonnage van 122.000 ton. Het schip kan in totaal 2.850 passagiers en 1.200 bemanningsleden vervoeren. Passagiers kunnen dineren in zes restaurants.